# SK Slavia Praha – juniorský tým
SK Slavia Praha U20 (celým názvem: Sportovní klub Slavia Praha U20, známý též jako SK Slavia Praha „C“) je český rezervní fotbalový tým, který sídlí v pražských Vršovicích. Nadřazený klub rezervě byl založen 2. listopadu 1892, původně jako cyklistický odbor v Praze, vzešlý z pražského vlasteneckého studentského sdružení Literární a řečnický spolek Slavia se sídlem ve Vodičkově ulici.

## Historie

### Juniorský tým
V roce 2012 bylo rozhodnuto o založení Juniorské ligy a všechny kluby Gambrinus ligy zde museli mít své mužstvo. Některé kluby, jako například AC Sparta Praha nebo SK Sigma Olomouc si své B-týmy ponechaly, ale vedení klubu SK Slavia Praha na to zareagovalo zrušením týmu SK Slavia Praha „B“ a trenér spolu s realizačním kádrem a hráči, kteří splňovali věková i jiná kritéria, byli přeřazení do nově vzniklého Juniorského týmu.
Prvním trenérem se stal Michal Petrouš, který v první sezoně 2012/13 odtrénoval většinu zápasů předtím, než postoupil k A-týmu. Ve zbytku sezony ho nahradil Milan Titěra, který tým dovedl až ke konečnému 2. místu za mistrovskou Zbrojovkou Brno. O ročník později (2013/14) mužstvo získalo juniorský titul.
Po sezóně 2018/19 byl juniorský tým zrušen společně s Juniorskou ligou, došlo tak k znovuobnovení rezervních týmů.

### Znovuzaložení
V březnu roku 2025 schválil výkonný výbor FAČR převod práv mezi SK Slavia Praha a TJ Sokol Živanice k soutěži, ve které by Živanice figurovaly v ročníku 2025/26, čímž došlo k obnovení juniorského týmu pod názvem SK Slavia Praha U20. V červnu téže roku již bylo jasné, že třetí „Sešívané“ mužstvo bude v nadcházejícím ročníku působit v České fotbalové lize.
Své domácí zápasy odehrává, stejně jako B-tým Slavie, ve Sportovním areálu Na Chvalech s kapacitou 3 600 diváků.

## Úspěchy
| Domácí medaile                                                                        |
| - Juniorská liga (1× vítěz) - – SK Slavia Praha: 2013/14 - – SK Slavia Praha: 2012/13 |

## Soupiska
| #  | Pozice | Hráč                            |
| -- | ------ | ------------------------------- |
| 1  | B      | David Kalanin                   |
| 3  | O      | Michal Švec                     |
| 4  | O      | Štěpán Beran                    |
| 5  | O      | Jáchym Palivec                  |
| 6  | Z      | Marek Naskok                    |
| 7  | O      | Filip Kočvara                   |
| 8  | Ú      | Victor Uduebo                   |
| 11 | Ú      | Arkadius Pawlik                 |
| 13 | Z      | Jáchym Korenc                   |
| 14 | Z      | Jakub Kopáček – Kapitán mužstva |
| 16 | Ú      | Jan Lacko                       |
| 17 | Ú      | Matěj Kotrba                    |
| 18 | O      | Gabriel Holub                   |

| #  | Pozice | Hráč            |
| -- | ------ | --------------- |
| 20 | Z      | Adam Rajnoha    |
| 21 | O      | František Herák |
| 22 | Z      | Martin Palaščák |
| 24 | O      | Šimon Slončík   |
| 29 | B      | Adam Paar       |
|    | O      | Štěpán Adam     |
|    | Ú      | Aleš Březina    |
|    | O      | Lukáš Červenka  |
|    | O      | David Hubička   |
|    | Ú      | Maxim Kalabus   |
|    | O      | Ondřej Kopecký  |
|    | Z      | Vladislav Němec |
|    | Ú      | Babacar Sy      |

## Umístění v jednotlivých sezonách
Stručný přehled
Zdroj: 
- 2012–2019: Juniorská liga
- 2019–2025: bez soutěže
- 2025–: Česká fotbalová liga – sk. A

Jednotlivé ročníky
Zdroj: 
Legenda: Z – zápasy, V – výhry, R – remízy, P – porážky, VG – vstřelené góly, OG – obdržené góly, +/− – rozdíl skóre, B – body, červené podbarvení – sestup, zelené podbarvení – postup, fialové podbarvení – reorganizace, změna skupiny či soutěže
| Česko (2012–2019) |                                           |                                           |                                           |                                           |                                           |                                           |                                           |                                           |                                           |                                           |                                           |                                           |
| Sezóny            | Liga                                      | Úroveň                                    | Z                                         | V                                         | R                                         | P                                         | VG                                        | OG                                        | +/−                                       | B                                         | Pozice ve skupině                         | Pozice celkově                            |
| 2012/13           | Juniorská liga                            | 1                                         | 34                                        | 20                                        | 9                                         | 5                                         | 79                                        | 37                                        | +42                                       | 69                                        | N/A                                       | 2.                                        |
| 2013/14           | Juniorská liga                            | 1                                         | 40                                        | 27                                        | 5                                         | 8                                         | 103                                       | 42                                        | +61                                       | 86                                        | N/A                                       | 1.                                        |
| 2014/15           | Juniorská liga                            | 1                                         | 38                                        | 20                                        | 10                                        | 8                                         | 86                                        | 57                                        | +29                                       | 70                                        | N/A                                       | 5.                                        |
| 2015/16           | Juniorská liga                            | 1                                         | 32                                        | 14                                        | 7                                         | 11                                        | 66                                        | 59                                        | +7                                        | 49                                        | N/A                                       | 9.                                        |
| 2016/17           | Juniorská liga                            | 1                                         | 30                                        | 10                                        | 8                                         | 12                                        | 37                                        | 42                                        | −5                                        | 38                                        | N/A                                       | 11.                                       |
| 2017/18           | Juniorská liga (Skupina Čechy)            | 1                                         | 22                                        | 9                                         | 3                                         | 10                                        | 49                                        | 46                                        | +3                                        | 30                                        | 8.                                        | 13.                                       |
| 2017/18           | Juniorská liga (Skupina B – o umístění)   | 1                                         | 9                                         | 5                                         | 0                                         | 4                                         | 17                                        | 10                                        | +7                                        | 15                                        | 3.                                        | 13.                                       |
| 2018/19           | Juniorská liga (Skupina Čechy)            | 1                                         | 22                                        | 9                                         | 2                                         | 11                                        | 47                                        | 45                                        | +2                                        | 29                                        | 8.                                        | 11.                                       |
| 2018/19           | Juniorská liga (Skupina B – o umístění)   | 1                                         | 9                                         | 6                                         | 1                                         | 2                                         | 32                                        | 14                                        | +18                                       | 19                                        | 1.                                        | 11.                                       |
| 2019–2025         | Mužstvo nebylo přihlášeno v žádné soutěži | Mužstvo nebylo přihlášeno v žádné soutěži | Mužstvo nebylo přihlášeno v žádné soutěži | Mužstvo nebylo přihlášeno v žádné soutěži | Mužstvo nebylo přihlášeno v žádné soutěži | Mužstvo nebylo přihlášeno v žádné soutěži | Mužstvo nebylo přihlášeno v žádné soutěži | Mužstvo nebylo přihlášeno v žádné soutěži | Mužstvo nebylo přihlášeno v žádné soutěži | Mužstvo nebylo přihlášeno v žádné soutěži | Mužstvo nebylo přihlášeno v žádné soutěži | Mužstvo nebylo přihlášeno v žádné soutěži |
| 2025/26           | Česká fotbalová liga, sk. A               | 3                                         |                                           |                                           |                                           |                                           |                                           |                                           |                                           |                                           |                                           |                                           |

## Realizační tým
| Nár.  | Trenér              | Pozice           | Předchozí angažmá   | Do funkce        |
| ----- | ------------------- | ---------------- | ------------------- | ---------------- |
| Česko | Jaroslav Machač     | Hlavní trenér    | SK Slavia Praha U19 | 1. července 2025 |
| Česko | Šimon Honetschläger | Asistent trenéra | SK Slavia Praha U19 | 1. července 2025 |
| Česko | Ondřej Volšík       | Trenér brankářů  | SK Slavia Praha U19 | 1. července 2025 |